# Lazzi

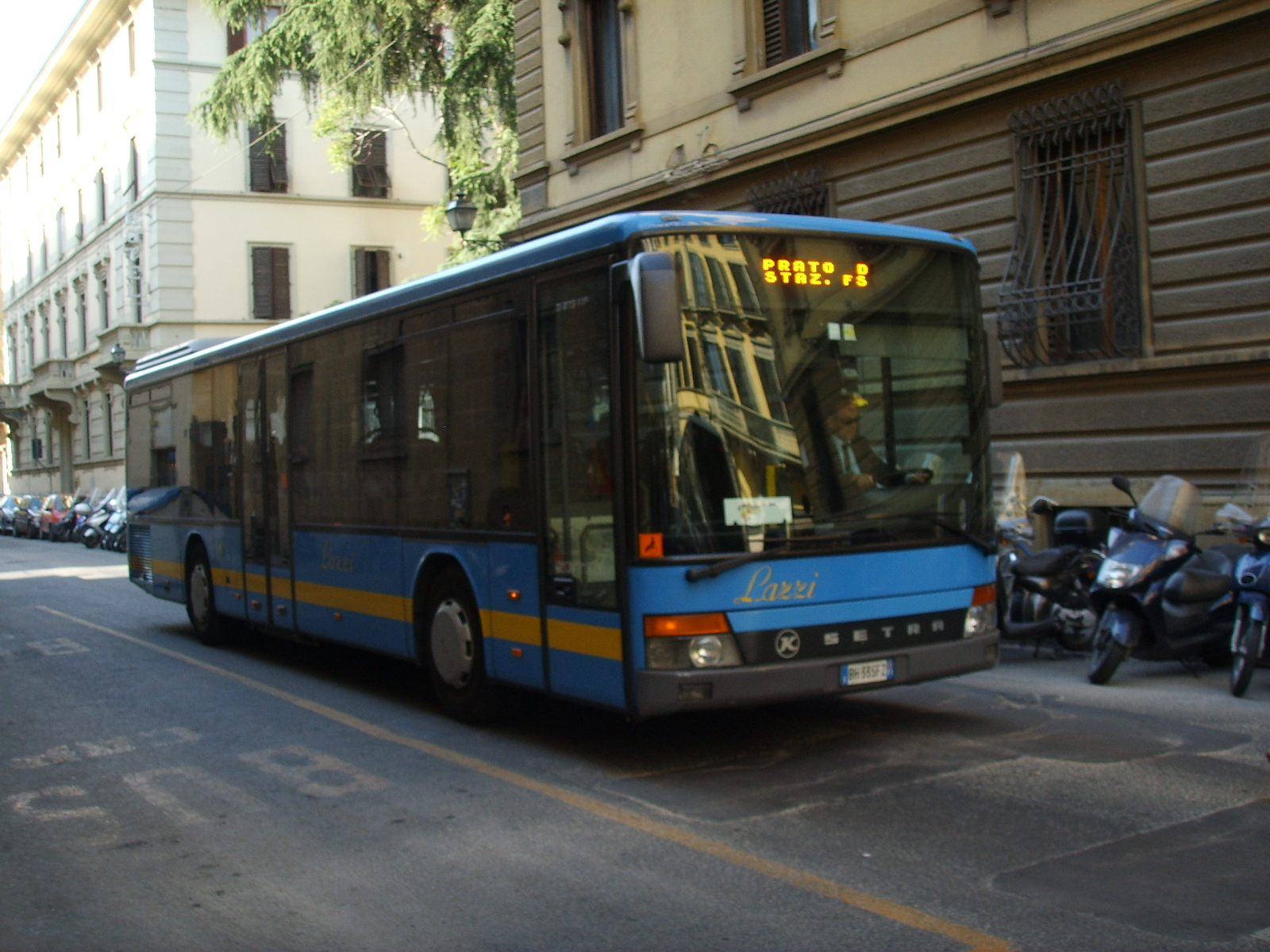
Autobus della Lazzi

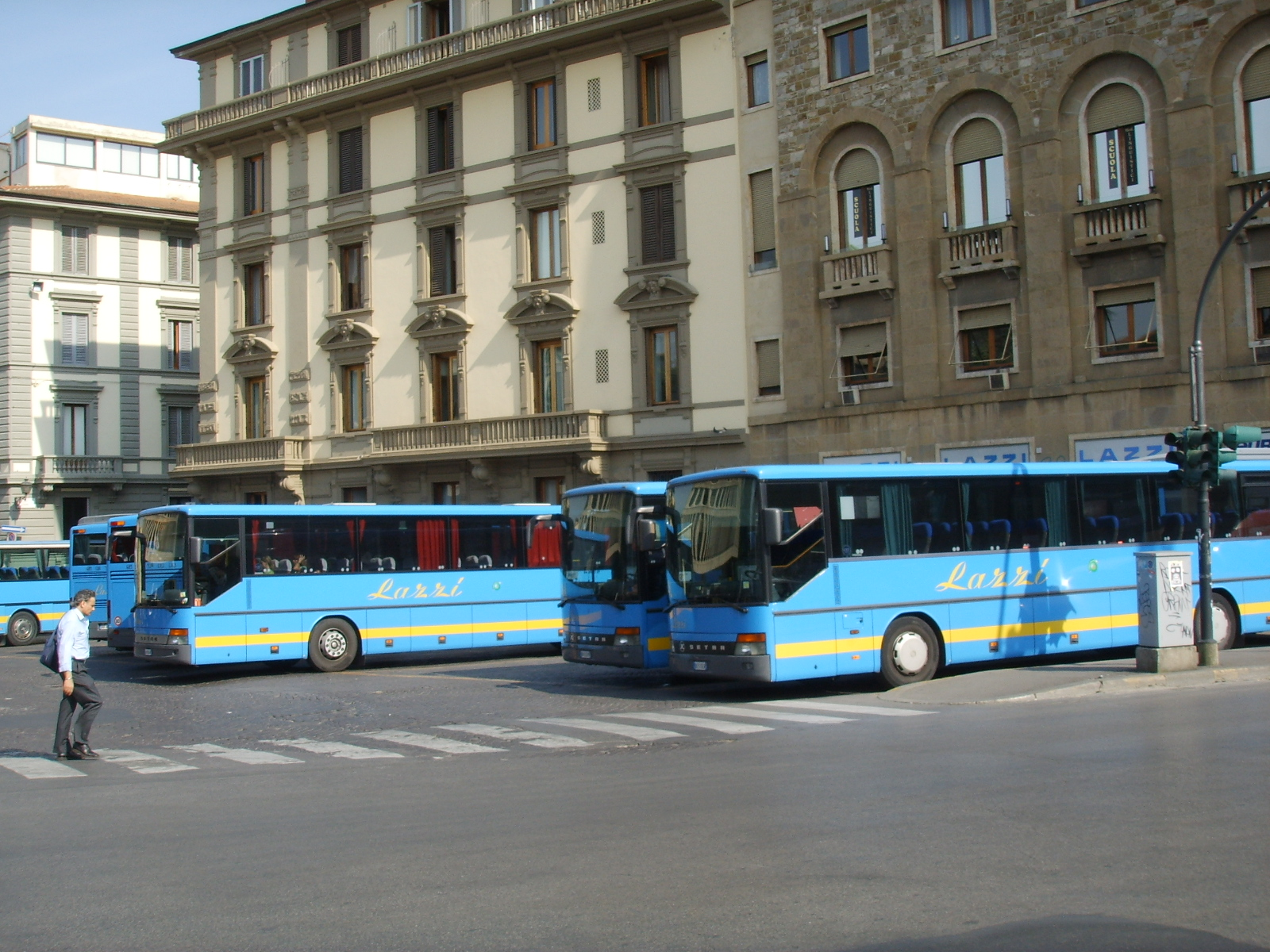
La stazione bus di piazza Adua

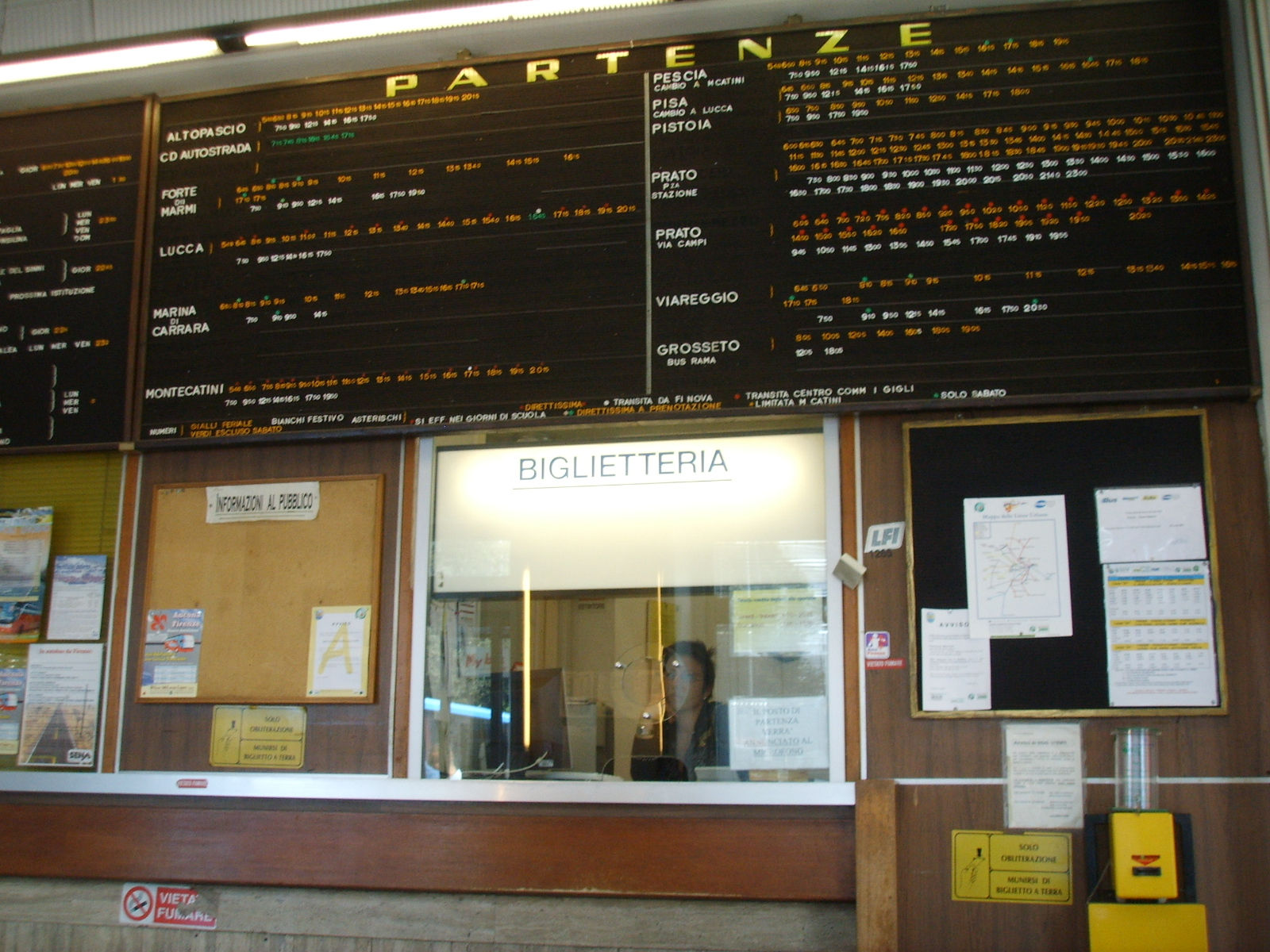
La biglietteria in piazza Adua a Firenze

La L.A. F.lli Lazzi S.p.A. è stata una società per azioni che gestiva il trasporto pubblico locale nella Toscana settentrionale. La società prende il nome dal suo fondatore Vincenzo Lazzi, un agricoltore-commerciante che nacque a Lizzano Pistoiese, dove inizialmente si sviluppa e gestisce il trasporto, dalla Montagna Pistoiese alla pianura.

## Storia
Per sopperire alla necessità di collegamenti rapidi, particolarmente sentita nel primo dopoguerra, nella zona della Montagna Pistoiese, si costituisce il 12 luglio 1919 in Cutigliano, la società in nome collettivo Ditta Lazzi-Lentini e Danti.
Tra i soci fondatori c'era Vincenzo Lazzi, nato nel 1864 in un paesino sulla strada che porta all'Abetone, Lizzano Pistoiese. Nel 1919, infatti, rilevò una azienda di Cutigliano – la Galli-Rossi-Biondi – che aveva tre vetture e gestiva la linea Pracchia-Pievepelago, ma versava in gravi difficoltà economiche.

### L'inizio: la Ditta Lazzi-Lentini-Danti
Lazzi inaugurò un nuovo collegamento, a partire da quello tra Cutigliano e Bagni di Lucca, ma soprattutto nell'officina di Casotti di Cutigliano iniziò la costruzione di nuovi autobus, utilizzando i telai di autocarri militari Fiat 18BL, dismessi dal Regio Esercito.
La Lazzi poteva così contare su quattro autobus, 80 chilometri di linee, una sede, un'officina e 11 dipendenti. Con l'apertura della linea per Pistoia - dove venne trasferita la sede aziendale - i trasporti della zona divennero tutti
appannaggio della società Lazzi-Lenzini-Danti e sui veicoli comparve la scritta “Rete della Montagna Pistoiese”.

### La Società Lazzi e Govigli
Il Lentini recede a breve distanza, mentre il Danti si ritira dall'attività nel 1924; la denominazione della ditta non subisce mutamenti fino alla trasformazione, avvenuta nello stesso anno, in Società Lazzi e Govigli. L'attività dell'impresa si sviluppa e va estendendosi fino a raggiungere in breve tempo altre regioni, quali la Liguria e il Lazio.
L'azienda assunse un ruolo primario nel trasporto pubblico non solo nel pistoiese: ormai i mezzi della Lazzi raggiungevano Lucca, Empoli, Montecatini Terme, Lamporecchio e infine Firenze. Dal capoluogo i servizi raggiungevano
la costa tirrenica, seguendo l'Arno fino a Marina di Pisa, in un'area popolosissima, cuore industriale, turistico e commerciale della Toscana.
Nel 1928 la “Lazzi & Govigli” istituisce anche i primi autoservizi di Gran Turismo italiani, rigorosamente serviti da vetture di color rosso.
Nel '34 la “Lazzi & Govigli” tentò anche di ottenere la gestione dei servizi tranviari ed automobilistici fiorentini, ma il
Podestà decise – dopo un periodo di gestione provvisoria del Comune - di affidarle invece alla Fiat. Un altro servizio tranviario venne rilevato nel 1931 a Lucca: si trattava della linea Lucca-Ponte a Moriano la cui concessione fu ottenuta come integrazione dell'autolinea Lucca-Vinchiana; le corse tranviarie furono soppresse il 1º luglio 1932.
Si scioglie il sodalizio tra Lazzi e Govigli. I Govigli, infatti, lasciano la società interessati piuttosto a riprendere l'attività in Liguria (dove costituiranno la SATI), e Lazzi – che qualche anno prima aveva già creato a Genova una società solo sua, la SAL (Società autotrasporti liguri) -, insieme ai figli Jacopo e Ferruccio (titolare della Auto-Tranvie Pistoiesi) dà nuovo impulso all'attività divenuta ormai solo familiare.
Si inaugura il servizio urbano di Prato e vengono assunti nuovi autoservizi nella provincia di Mantova e a
Ferrara, con i collegamenti al Polesine (attraverso la SAAF).
Nel '36 Vincenzo Lazzi, a 72 anni, dopo essersi anche lanciato in attività (per altro fortunate) di estrazione del gas naturale nella zona di Porretta Terme, lascia l'azienda di autolinee ai figli Jacopo e Ferruccio. Nello stesso anno la Fratelli Lazzi sostituisce con le proprie autocorse i servizi svolti a partire dal 1916 dalle Tranvie della Versilia, sulla direttrice Forte dei Marmi/Pietrasanta-Seravezza-Arni (località Culaccio). L'espansione della Ditta Lazzi in quegli anni è possibile grazie all'assenso del Ministro dei Trasporti Costanzo Ciano potente ed ascoltato gerarca fascista, padre di Galeazzo Ciano. Nel 1939 viene costituita la Società Anonima Genovese Esercizi Ferroviari (SAGEF), che rileva l'esercizio della ferrovia Genova-Casella, mantenendolo fino al 1949.

### La guerra
È il secondo conflitto mondiale ad incidere pesantemente sul patrimonio dell'impresa Lazzi, a causa di massicce distruzioni e confische di immobili, attrezzature, automezzi, macchinari.
Lo scoppio della guerra, nel 1940, non infierì subito sull'attività della Lazzi, perché l'azienda poteva contare sul gas
naturale prodotto autonomamente, che assicurava l'autonomia nei rifornimenti di combustibile.
Nel '41, però, le autorità militari autorizzarono la requisizione degli autobus e di altri veicoli e alla ditta Lazzi vennero prelevati, a più riprese, ben 25 mezzi scelti tra i più moderni della flotta. I servizi di autolinee, nonostante tutto, proseguirono: i momenti più difficili arrivarono invece dopo l'8 settembre del '43, con l'Italia divisa in due dall'Adriatico al Tirrenico dalla linea gotica, e con la parte a nord dell'Appennino tosco-emiliano sotto l'occupazione tedesca. Anche la Lazzi venne così “divisa in due”. Non solo: questa situazione interessò direttamente la direzione aziendale che aveva sede a Pistoia, cioè praticamente sulla linea del fuoco.
Rimasero così isolate e in balia degli eventi le sedi distaccate, ma anche asportazioni di materiale e distruzioni portarono a un bilancio dei danni – alla fine del conflitto – disastroso, che rese difficile la ripresa dell'attività.
L'assenza di servizio di autolinee dovuta agli avvenimenti della guerra mise in moto nuove imprese – sorte al momento – che, anche in Toscana, si appropriarono di fatto delle concessioni della Lazzi, addirittura utilizzando i suoi veicoli funzionanti con una requisizione poi risultata illegale.
Negli anni '50 la vertenza venne risolta in sede ministeriale con una “certa equità distributiva” (come scritto nei documenti ufficiali), ovvero togliendo l'esclusività alla Lazzi per le linee della montagna pistoiese e altre.

### Dopoguerra
Dopo la guerra, con il nome Impresa Fratelli Lazzi snc, l'azienda riprende l'attività. Cambia nome nel 1948 in Ditta Fratelli Lazzi di Jacopo e Ferruccio Lazzi.
Con l'estensione dell'attività sociale anche nel Lazio, negli anni Cinquanta la Lazzi poteva contare su una rete composta da 100 linee ordinarie e 23 di Gran Turismo, per oltre settemila chilometri di sviluppo di linee.
Nel 1954 la Lazzi, costretta dal dopoguerra a locali insufficienti, trova anche una sede di grande prestigio a Firenze: il Comune aveva infatti messo all'asta un intero isolato nei pressi di Ponte alle Mosse, semidistrutto dai bombardamenti e prossimo allo scalo ferroviario di Porta al Prato. Un'area adatta ad ospitare, oltre alla direzione e all'amministrazione, anche i garage e l'officina.
Fra le iniziative volte all'espansione della società figura il subentro della concessione delle tranvie Pescia-Monsummano e Lucca-Maggiano, avvenuta nel 1938.

### Anni Sessanta
Nel 1962 si trasforma infine in Linee automobilistiche fratelli Lazzi Spa.
Gli anni Sessanta, quelli del boom dell'auto, crearono importanti contraccolpi alla Lazzi, come alle altre aziende di trasporto pubblico locale.
L'abbandono dell'utilizzo dell'autobus andava di pari passo con l'aumento dei costi delle materie prime e del lavoro dipendente. I fratelli Lazzi reagirono quindi costituendo una società per azioni (“F.lli Lazzi spa”), diversificando l'attività (costruirono un
complesso turistico nella Maremma toscana, tra San Vincenzo e Populonia),e cedendo all'Agip l'attività di estrazione di gas naturale a Modena e Ferrara.
L'alluvione di Firenze del 1966, evento tragico ed imprevedibile, si abbatte sulla Lazzi. La furia delle acque dell'Arno, tracimate dagli argini, provoca danni ingentissimi al parco macchine della Lazzi, alle attrezzature, agli impianti e ai fabbricati, sia della direzione generale in via Mercadante, sia alle agenzie di piazza Adua e piazza Stazione.

### Anni Settanta
Alle tragedie ambientali si sommarono anche quelle familiari, con la prematura morte di Jacopo Lazzi, dopo 50 anni di sodalizio aziendale con il fratello Ferruccio. La scelta, allora, fu quella di non perdere il sodalizio familiare, così che Ferruccio chiamò accanto a sé i nipoti Luciano e Franco – quest'ultimo in seguito avrebbe preso le redini della società – e di puntare sempre
più a imporre il “nome della Lazzi”, anche nella diversificazione delle attività alle quali si aggiunse, all'inizio
degli anni Settanta, la concessione di vendita dei veicoli della tedesca Setra.

### Anni Duemila
In seguito alla decisione della regione di assegnare il trasporto pubblico locale ad un unico gestore per ciascuno dei 14 lotti istituiti, il gruppo Lazzi dal 2005 partecipò ai consorzi Blubus s.c.a.r.l., CAP s.c.a.r.l., Etruria Mobilità s.c.a.r.l., Piùbus s.c.a.r.l., Vaibus s.c.a.r.l.
Dal 2012 le attività di trasporto pubblico di Lazzi sono confluite in CTT Nord srl (Compagnia Toscana Trasporti Nord), azienda nata dalla aggregazione della Azienda Trasporti Livornese (ATL), Compagnia Pisana Trasporti (CPT), CLAP, Lazzi e la CAP di Prato. In conseguenza della riorganizzazione in atto la sede di piazza Adua a Firenze fu chiusa.
Dopo quasi 100 anni di storia nel settore del trasporto pubblico, Lazzi ha deciso di cedere le proprie partecipazioni per investire nei settori ricettivi, alberghieri e della ristorazione, in particolari modo nello sviluppo della catena Burger King in Toscana.
Il marchio Lazzi rimane attivo nei settori del trasporto internazionale, del noleggio per turismo, delle agenzie di viaggi.

## Partecipazioni
In stretto collegamento con la Fratelli Lazzi hanno operato altre società: Società per azioni per la Tranvia elettrica Lucca Pescia (1905); Sviluppo Edilizio Spa (Sase) del 1938 per la gestione delle proprietà immobiliari; Sviluppo turistico italiano Lazzi Express (Stile) (1947) che gestisce agenzie turistiche in Roma, Firenze e Montecatini Terme; Lazzi Gas Spa (1953) dallo scorporo dell'attività metanifera (1936); Società Toscana Agricola Immobiliare (Stai, 1956); Lazzi Villaggi turistici (ViTur) Spa (1960) che gestisce il villaggio turistico Riva degli Etruschi in San Vincenzo; Organizzazione turistica internazionale Lazzi (Otil; 1968-1975).